# Rubus vindomensis
Rubus vindomensis är en rosväxtart som beskrevs av David Elliston Allen. Rubus vindomensis ingår i släktet rubusar, och familjen rosväxter. Inga underarter finns listade i Catalogue of Life.